# Heliconius telesiphe
Espèce
Heliconius telesiphe est un insecte lépidoptère de la sous-famille des Heliconiinae (famille des Nymphalidae).

## Taxinomie
Heliconius telesiphe a été décrit en 1847 par Edward Doubleday sous le protonyme Heliconia telesiphe.

### Sous-espèces
- Heliconius telesiphe telesiphe (Doubleday, 1847) - Bolivie.
- Heliconius telesiphe cretacea Neustetter, 1916 - Guyane et Pérou[2].
- Heliconius telesiphe sotericus Salvin, 1871 - Équateur et Pérou[1].

### Nom vernaculaire
Heliconius telesiphe se nomme Telesiphe Longwing en anglais.

## Description
Heliconius telesiphe ressemble à Podotricha telesiphe (Mimétisme Müllerien). C'est un grand papillon d'une envergure de 65 mm à 80 mm au corps fin et aux ailes antérieures allongées à bord interne concave. Le mâle et la femelle sont identiques.
Le dessus est de couleur marron avec aux ailes antérieures une bande orange à rouge irrégulière séparant l'apex marron du reste de l'aile, une flaque orange au centre de l'aile et aux ailes postérieures une bande blanche ou jaune du bord interne dans l'aire basale vers l'apex.
Le revers est marron plus clair avec la même ornementation.

## Biologie

### Plantes hôtes
Les plantes hôtes de sa chenille sont des Plectostemma (Passifloraceae).

## Écologie et distribution
Heliconius telesiphe est présent en Colombie, en Bolivie, en Équateur, au Pérou et en Guyane,,.

### Biotope
Heliconius telesiphe réside dans la forêt humide entre 600 m et 2 500 m d'altitude.

## Protection
Pas de statut de protection particulier.